# Chiesa del Santissimo Rosario (Favara)
La chiesa del Santissimo Rosario è un edificio religioso di Favara e monumento nazionale italiano.

## Storia
Edificata tra il 1705 e il 1711, si trova nello stesso posto dove nel 1608 era già presente un'altra chiesa poi demolita nel 1705, quando iniziava la nuova costruzione, con le spese sostenute principalmente dal sac. Antonino Miceli.
La chiesa del 1608 risultava essere di recentissima fattura, visto che il 18 febbraio 1598, la confraternita di Santa Maria del Rosario era stata creata all'interno della chiesa di Maria Assunta, l'attuale chiesa madre.

## Esterno
Nelle pareti esterne dell'attuale chiesa si registra, di recente, l'estranea intromissione di uno zoccolo di pietra nel lato ovest e di una grande porta nel lato est che dalla strada immette direttamente nella cripta della chiesa, scoperta recentemente. Non esiste nessuna chiesa del Settecento che presenti la cripta in comunicazione con l'esterno. 
La facciata è a capanna in stile barocco e presenta un portale d'ingresso in pietra calcarea. Affiancato ad essa, a nord - ovest, in un secondo momento, vi è un campanile. Quest'ultimo costruito nel 1755 dal maestro Baldassare Pagano, fu completato nel 1757 dal maestro Ludovico Catalano.

## Interno

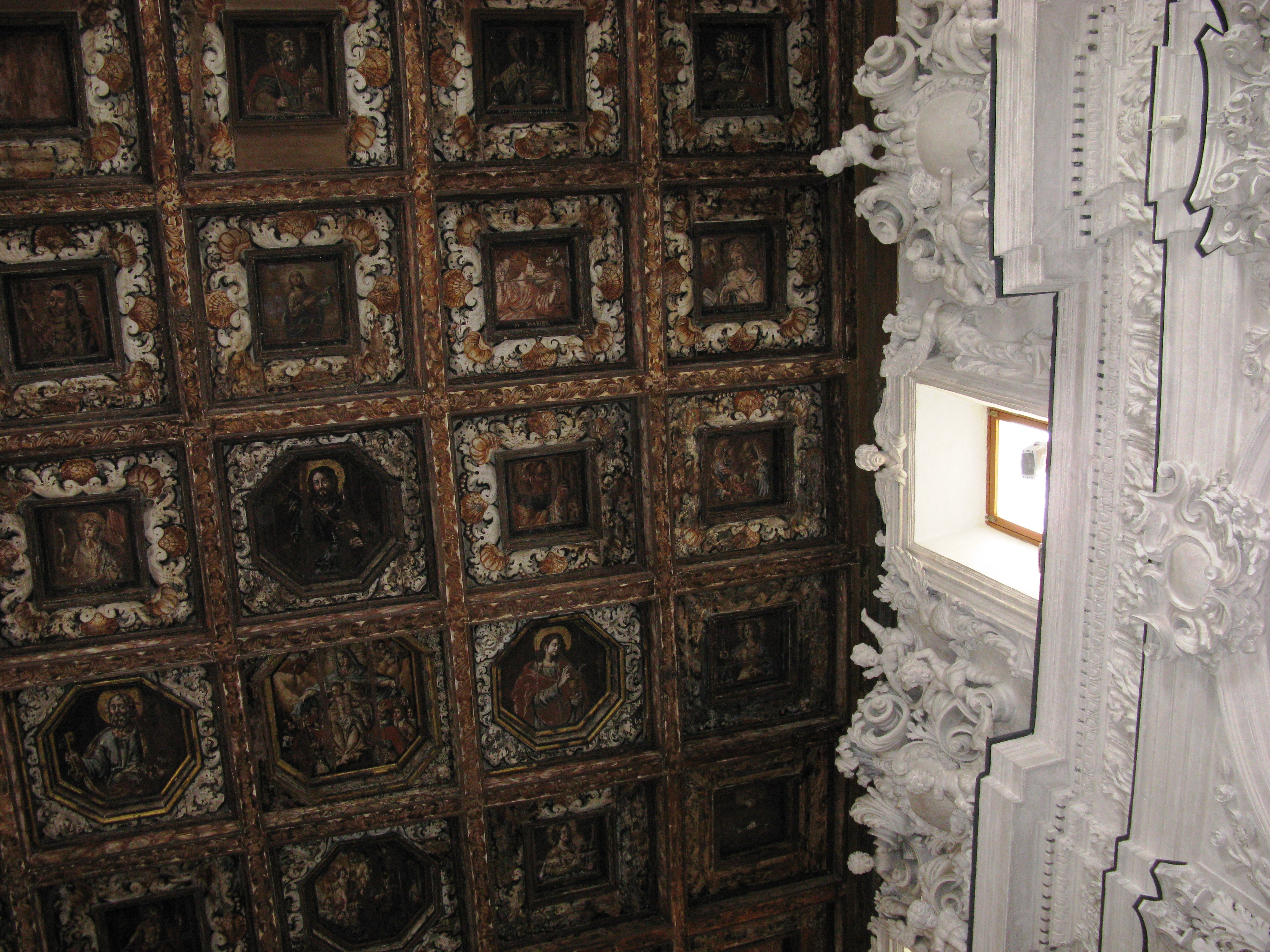
Il soffitto a cassettoni

Dentro la chiesa si ammira il primitivo pavimento in maiolica, forse dell'Ottocento, molto rovinato, che è stato restaurato da recenti lavori. Molte formelle del pavimento sono state asportate dalle fasce laterali, senza un motivo comprensibile, e ricollocate nella parte centrale della chiesa. Le fasce laterali sono state ricomposte con formelle di colore rossastro. Al centro del pavimento, verso la parte absidale, si nota una botula, vera porta d'ingresso, oggi murata, che immette in una piccola scala che conduce nella cripta della chiesa, dove ancora oggi esistono i resti di molti defunti lì seppelliti. Questa cripta è stata restaurata nel marzo 1779, ad opera del maestro Calogero Montalbano.
Pregevole inoltre è il soffitto a cassettoni in stile cinquecentesco, dove sono raffigurati molti santi. La presenza, a sinistra, della seconda fila di cassettoni, appena si entra, del gesuita di sant'Ignazio di Loyola, canonizzato nel 1622 e al centro di grosse poleminche dal 1715 fino al 1767 (anno in cui i gesuiti vengono cacciati dal Regno di Sicilia), ci suggerisce che la pitturazione del soffitto doveva essere già avvenuta nel 1711, quando la chiesa venne terminata. Per i cassettoni del presbiterio, eseguiti nel 1804, venne utilizzato legno di abete proveniente dai boschi di Santo Stefano Quisquina. La relazione del progetto fu stilata dal maestro Santo Amico e la messa in opera fu realizzata dal maestro Michele Lentini, entrambi falegnami. La decorazione a stucchi delle pareti è stata eseguita negli anni 1753 - 1754 dal maestro Calogero Pullara che oltre a quest'ultima realizzò anche, nel 1754, la cappella di san Francesco da Paola, voltata con gesso, che fu probabilmente l'ultima ad essere costruita. 
Fra le pitture presenti nella chiesa, interessante è l'affresco presente nella parete a sinistra del presbiterio, apparso in seguito ai recenti restauri, dove san Domenico è in segno di preghiera con la Madonna del Rosario. Sappiamo infatti che il Rosario, come preghiera, venne istituito proprio da San Domenico e quindi ecco spiegato il motivo della presenza di quest'ultimo nella rappresentazione. A destra del presbiterio, nella parte esterna, si nota la significativa presenza di san Tommaso d'Aquino mentre nella parete laterale di destra si trova l'altare di San Giuseppe, rifatto in stile neoclassico, nel corso dell'Ottocento, epoca in cui si colloca stilisticamente anche la statua del Santo, oggi la più venerata del paese. La parte bassa che era di legno, in seguito ad un incendio nel 1950, venne rifatta in marmo. Nella parete opposta si trova invece l'altare del S.S. Crocifisso, dove un pregevole Cristo è messo in croce. Infine nell'edicola dell'altare maggiore, si trova la statua della Madonna del Rosario con san Domenico. Nell'arco esterno di questa edicola sono dipinti in quindici piccoli medaglioni, di cui l'ultimo in basso a destra è ormai scomparso, i misteri del Rosario.